# Кібалино
Кібалино (рос. Кибалино) — село Іволгинського району, Бурятії Росії. Входить до складу Сільського поселення Оронгойське.
Населення — 176 осіб (2015 рік).